# NK Rudar Trbovlje
Nogometni klub Rudar Trbovlje (tiếng Việt: Câu lạc bộ bóng đá Rudar Trbovlje), thường hay gọi NK Rudar Trbovlje hoặc đơn giản Rudar, là một câu lạc bộ bóng đá Slovenia đến từ Trbovlje, thi đấu ở Regional Ljubljana League, cấp độ 4 của hệ thống giải bóng đá Slovenia. Câu lạc bộ có mối kình địch lâu dài với NK Zagorje, còn được gọi là derby Zasavje.

## Lịch sử câu lạc bộ
Lịch sử bóng đá ở Trbovlje trở lại năm 1922, lúc bóng đá được sinh ra ở Trbovlje, khi đội bóng được thành lập với tên gọi ŠK Zora. Cùng năm đó, ŠK Zora thu hút rất nhiều sự chú ý trong môn thể thao này với tầng lớp lao động trẻ. Năm 1924 câu lạc bộ đã bị cấm sau một cuộc đối đầu chính trị với Orjuna. Một số thành viên cũ sau đó thành lập DSK Svoboda, đổi tên thành SK Amater năm 1927.
Vào lúc kỉ niệm 50 thành lập, đội bóng đã có lần đầu tiên vô địch giải vô địch Slovenia. Một giai đoạn thành công kéo dài đến năm 1980, khi NK Rudar vô địch thêm hai lần từ năm 1974 đến năm 1979. Đội được dẫn dắt bởi chuyên gia bóng đá Zdenko Verdenik.
Với sự sụp đổ của Nam Tư và Slovenia tuyên bố độc lập, tất cả các đội bóng Slovenia trở lại các giải đấu khu vực. Một số cầu thủ chủ chốt rời câu lạc bộ và Rudar bị loại khỏi giải đấu mới có tên Giải bóng đá vô địch quốc gia Slovenia. Họ chưa bao giờ trở lại hạng cao nhất thêm lần nào.

## Danh hiệu
- Yugoslav Third League: 3

1971-72, 1973-74, 1978-79
- Giải bóng đá hạng tư quốc gia Slovenia: 1

2011-12